# Săceni
Săceni é uma comuna romena localizada no distrito de Teleorman, na região de Muntênia. A comuna possui uma área de 71.92 km² e sua população era de 1413 habitantes segundo o censo de 2007.